# Katerina Delī
Aikaterinī Delī, detta Katerina (in greco Αικατερίνη Δελή?; Atene, 12 gennaio 1975), è un'ex cestista greca.

## Carriera
Con la Grecia ha disputato i Giochi olimpici di Atene 2004 e tre edizioni dei Campionati europei (2001, 2003, 2005).